# Eutifrone
L’Eutifrone (in greco antico: Εὐθύφρων?, Euthýphrōn; la pronuncia "Eutìfrone" segue il nome greco, la pronuncia "Eutifròne" segue il nome latino) è un dialogo della giovinezza di Platone. In esso viene trattato il tema della pietà e i protagonisti del dialogo sono Socrate ed Eutifrone.

## Struttura e contenuto dell'Eutifrone

### La cornice del dialogo: in coda per parlare con l'Arconte
L'Eutifrone si apre con Socrate che incontra l'interlocutore (appunto Eutifrone) in coda per andare dall'arconte. Socrate si trova in fila poiché ha appena saputo che Meleto ha lanciato un'accusa contro di lui, accusandolo di empietà e corruzione dei giovani. Socrate infatti diffonderebbe tra i giovani nuove divinità, come il suo famoso 'daimon', inducendo gli stessi ad allontanarsi dalle divinità comuni. 
Eutifrone, invece, si trova in coda perché vuole accusare il padre di omicidio: egli ha lasciato morire di stenti un suo dipendente dopo che quest’ultimo, da ubriaco, aveva ucciso un servo. Da questo discorso Socrate trae la seguente conclusione: Eutifrone deve essere un grande esperto di cose sante e giuste se addirittura trascina il suo stesso padre in giudizio.

### La richiesta di Socrate e la prima definizione di santo
Socrate chiede allora ad Eutifrone di istruirlo sulla giustizia o, meglio ancora, sulla natura del santo, poiché essendo lui stato citato in tribunale con l'accusa di empietà, possa in seguito redimersi con una perfetta conoscenza su questo campo. Esorta allora Eutifrone a definire il pio e l'empio.
Eutifrone risponde sostenendo che pio è quanto lui sta facendo ora: ossia denunciare il padre che ha commesso ingiustizia, e comportarsi in modo tale con tutti in materia di omicidi. 
Alla fine della sua definizione, Socrate obietta che Eutifrone non ha realmente risposto. Egli infatti non ha fatto altro che mostrare degli esempi di santo, di comportamento pio, senza entrare nell'essenza del santo come qualcosa di universale.

### Seconda definizione di santo: ciò che gli dèi gradiscono
Eutifrone, trovandosi abbastanza d'accordo con le obiezioni mossegli da Socrate arriva a sostituire la definizione precedente con la seguente: pio è ciò che è gradito agli dèi. Socrate concorda col fatto che questa è effettivamente la forma di una definizione universale. Ma è vera la definizione? 
Socrate ha dei dubbi. Difatti egli afferma che spesso accade a due persone di discutere: ad esempio sulla stima di una lunghezza, o sulla grandezza di un numero; tuttavia la disparità di opinioni verrebbe subito chiarita con degli opportuni calcoli e la questione sarebbe risolta. Socrate afferma, di contro, che le questioni più difficili da risolvere sono quelle incommensurabili, come appunto le discussioni su ciò che sia pio o empio; in quel caso allora ognuno dei due interlocutori cercherà di trarre l'altro dalla sua parte e, qualora convinca l'altro, non ci sarà nessuna misurazione che possa confermare chi dei due avesse ragione e chi torto.
Se Eutifrone è d'accordo con questa affermazione (come è) allora dovrà convenire che ci sarà disaccordo anche tra gli dèi su che cosa sia pio e su che cosa sia empio; la definizione data da Eutifrone è errata o, almeno, incompleta: ad alcuni dèi apparirà pia una certa azione, ad altri un'altra e così via e ci sarà perenne dissenso. Dunque una cosa potrà essere nello stesso tempo santa ed empia.

### Terza definizione di santo: ciò che tutti gli dèi gradiscono. Obiezioni di Socrate
Eutifrone allora si corregge: pio è ciò che tutti quanti gli dei gradiscono ed empio è tutto ciò che tutti gli dèi detestano. Eutifrone è inoltre convinto che la definizione data sia impeccabile. 
Inizia qui il passo più complesso di tutta l'opera. Socrate non è ancora certo della perfezione della definizione data da Eutifrone, e dunque lo invita a riflettere su un certo punto: "il pio è amato dagli dèi perché è pio, oppure è pio perché è amato dagli dèi?". Eutifrone mostra dapprima di non capire, poi protende per la seconda ipotesi. Allora, se è vera la seconda ipotesi bisogna riconoscere che la definizione di santo non è ancora stata data: si è infatti confusa la sostanza con l'accidente: essere gradito agli dèi non definisce la pietà, ma è solo qualcosa che le accade. Difatti il fatto che un'azione sia pia non deve dipendere dall'apprezzamento degli dèi, ma da una sua proprietà altrimenti accertata. Socrate sprona ancora Eutifrone a definire il santo.

### La pietà è una parte della giustizia
Dato che Eutifrone non riesce a proseguire, Socrate gli chiede di definire se la giustizia sia una parte della pietà, o se piuttosto non sia la pietà ad essere una parte della giustizia. In conseguenza della risposta di Eutifrone ne conseguirà che o tutto ciò che è giusto è pio, o che tutto ciò che è pio è anche giusto. Eutifrone propende ancora per la seconda ipotesi. La pietà è parte della giustizia. Socrate gli chiede allora di spiegargli di quale parte si tratti.

### Quarta definizione di pietà di Eutifrone: la pietà è prendersi cura degli dèi
Eutifrone è molto preciso questa volta: la pietà consiste nel prendersi cura degli dèi. Socrate però ha seri dubbi al riguardo: che cosa intende Eutifrone col termine prendersi cura? Socrate elenca numerosi esempi di prendersi cura: l'ippica si prende cura del cavallo, la cinegetica dei cani. Eutifrone dichiara che è proprio questo il genere di prendersi cura che intende. Tuttavia Socrate fa notare al suo interlocutore che quel tipo di prendersi cura è fatto per procurare giovamento a chi ne subisce gli effetti. Difatti il cavallo è ben curato e sta bene e lo stesso dicasi dei cani. È allora possibile che gli uomini contribuiscano a rendere migliori gli dèi, a procurar loro giovamento? Non dovrebbe piuttosto essere il contrario?

### Precisazione alla quarta definizione: la pietà è rendere servizio agli dèi
Eutifrone specifica che il prendersi cura degli dei proprio della pietà consiste piuttosto in un render loro un servizio, come i servi fanno nei confronti del padrone. Socrate conduce ancora una volta Eutifrone ad un ragionamento più profondo: i padroni, infatti, richiedono il servizio degli schiavi o dei subalterni quando serva loro; ad esempio si può ordinare ad un servo di zappare il terreno, o ancora un medico può chiedere ad un suo assistente di tamponare la ferita di un paziente. Eutifrone si dichiara d'accordo. Ma allora quale servizio potrebbero mai rendere gli uomini agli dèi? La questione può anche essere posta così: per fare che cosa gli dèi chiederebbero l'ausilio degli uomini?

### L'ipotesi di Socrate: la pietà come scienza del pregare e del sacrificare
Dato che Eutifrone è oramai scoraggiato Socrate prosegue, lasciando cadere l'ultima definizione di Eutifrone ed ipotizzando che la pietà consista in una sorta di scienza del ben sacrificare e del ben pregare. Il sacrificare in onore agli dèi consisterebbe in una sorta di ricompensa per i giovamenti che loro possono dare agli uomini per assecondare le loro preghiere. Con la preghiera, infatti, gli uomini chiedono l'aiuto degli dèi e con il sacrificio fanno loro dei doni come ringraziamento. La pietà è una specie di commercio con gli dèi. Eutifrone è convinto che questa volta la definizione sia giusta.

### Confutazione di Socrate: di che cosa hanno bisogno gli dèi?
Socrate obietta però domandando ad Eutifrone di che cosa abbiano mai bisogno gli dèi: se non hanno bisogno di nulla, allora il commercio prima ipotizzato è unilaterale, perché solo gli uomini ne traggono giovamento e non certo gli dèi. Eutifrone risponde che non è necessario che gli dèi traggano dalle nostre offerte giovamento, quello che conta per loro è il gesto di sacrificare: ossia la pietà. La pietà è allora la cosa che per loro conta, ciò che è da loro gradito e a cui tengono di più.

### Si è ritornati al punto di partenza
Socrate accusa Eutifrone di essere tornato al punto di partenza, definendo nuovamente la pietà come ciò che è gradito agli dèi.

### Conclusione: commiato di Eutifrone
All'ulteriore domanda di Socrate di definire in modo preciso la pietà, Eutifrone si mostra riluttante a continuare e mostra di avere fretta (forse è arrivato il suo turno di entrare dall'arconte), prende congedo da Socrate e si allontana.

## Dialogo ed aporia: l'Eutifrone come dialogo aporetico esemplare
L'Eutifrone è un dialogo tipicamente aporetico: non giunge infatti a nessuna conclusione specifica; è anzi esemplare tra i dialoghi aporetici, perché arriva nell'esatto punto da cui era partito. La sua complessità lo rende uno dei dialoghi più maturi di Platone, forse, come alcuni hanno fatto notare, molto prossimo al Menone. Tuttavia, nonostante l'Eutifrone mostri un impianto argomentativo molto vario, è indubbio che in esso domini ancora la figura di Socrate e non rivela ancora nulla della teoria delle idee più tardi espressa da Platone.

## Dedalo e Proteo: il tema dell'inafferrabilità dei discorsi socratici
Nel dialogo Eutifrone si fa più volte riferimento al personaggio di Dedalo (11b9-15b7). In particolare Socrate accusa Eutifrone di essere una sorta di Dedalo, mentre Eutifrone ricambia l'accusa. 
Il personaggio a cui i due si richiamano è il medesimo Dedalo che costruì il famoso labirinto al cui centro pose il Minotauro. Tuttavia, la caratteristica di Dedalo che qui viene passata sotto silenzio, è quella di saper costruire statue così perfette che si muovevano come se fossero vive. Questo concetto della statua che fugge è da Platone utilizzata per sottolineare la capacità di Socrate di rendere precarie le statuarie definizioni di Eutifrone. Per contro Socrate accuserà Eutifrone di essere meglio di Dedalo, poiché non solo rende mobili i discorsi, ma addirittura fa muovere in circolo, poiché tornano al punto di partenza.
La stessa caratteristica di inafferrabilità è sottolineata dalla menzione alla figura di Proteo (15d1), personaggio mitico famoso per la sua abilità nell'impedire di essere catturato.